# ビエンビル郡 (ルイジアナ州)
ビエンビル郡（ビエンビルぐん、英: Bienville Parish）は、アメリカ合衆国ルイジアナ州の北部に位置する郡である。2010年国勢調査での人口は14,353人であり、2000年の15,752人から8.9％減少した。郡庁所在地はアーカディア市（人口2,919人）であり、同郡で人口最大の町でもある。
州内の自然の地形としては最高地点である標高535フィート (163 m) のドリスキル山が郡内北中部にある。この山は私有地にあるが、一般の人も徒歩でアクセスできる。19世紀の土地所有者ジェイムズ・クリストファー・ドリスキルに因んで名付けられた。近くにあるジョーダン山は標高493フィート (150 m) である。
ビスティノー湖と州立公園はビエンビル郡の一部、隣接するウェブスター郡、ボージャー郡に掛かっている。

## 歴史

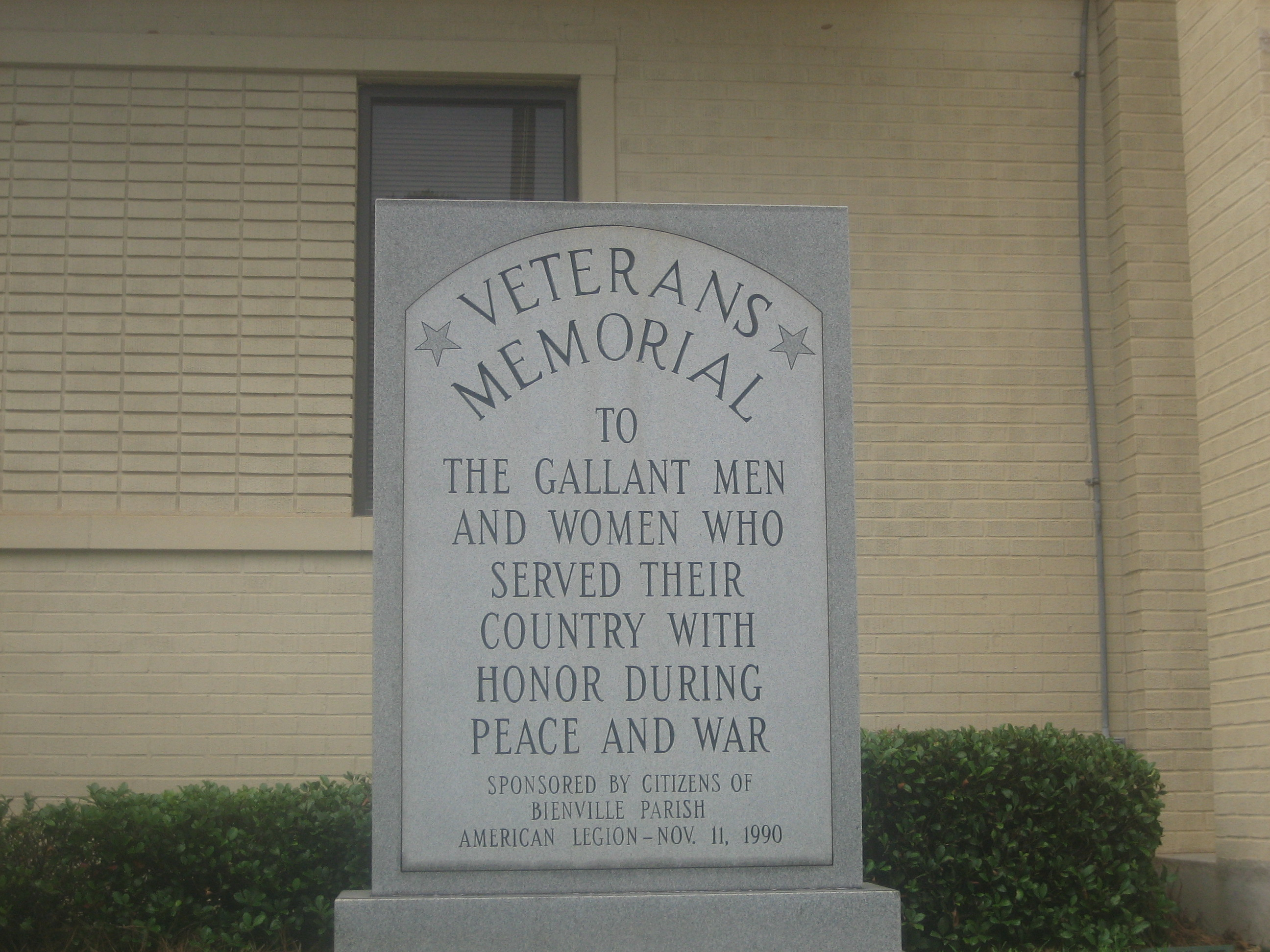
ビエンビル郡庁舎前の退役兵記念碑

南北戦争の間、ビエンビル郡は強く南軍を支持したが、関連地域での戦闘は無かった。近くのレッド川沿いでは砦の建設に参加した。この工事の大半は農園主が供出した奴隷の労働力で賄われた 。
1864年、ヘンリー・ワトキンス・アレン州知事が、ビエンビル郡のバーソロミュー・イーガン博士を指名して、薬品製造のための研究所を設立させた。イーガンは元のマウントレバノン女学校とその側の100エーカー (400,000 m2) 近い土地を買収し、テレピン油と薬用ウィスキーを生産した。ひまし油も製造し（ひまし油はキャスター・オイルと呼ばれ、郡内キャスターの町は1900年の設立である）、多くのアヘンも作った。歴史家のウィンターズは「土地に自生する白いポピーで、輸入されているアヘンと同等の強さと効果を持ったアヘンが作られた」としている。
悪名高い盗賊ボニーとクライドは、1934年5月23日に郡内で撃たれて死んだ。ギブスランドにあるボニーとクライド奇襲博物館には、この殺害に関する記念品が納められている。この奇襲に関わった役人の息子であるテッド・ヒントンが運営している。

## ビエンビル郡の現状
ビエンビル郡は伝統的に民主党の強い地盤である。ただし1964年のバリー・ゴールドウォーターや1972年のリチャード・ニクソンは共和党の大統領候補だったが、支持を与えた。2007年10月20日に行われた包括的予備選挙で、共和党州知事候補でアメリカ合衆国下院議員のボビー・ジンダルに多数票を与えなかった郡が州内に3つのみあったが、ビエンビル郡がその1つだった。2004年の大統領選挙では共和党現職のジョージ・W・ブッシュが接戦を制した。ブッシュは3,612票、50％を獲得し、対する民主党のジョン・ケリーは3,399票、47％だった。2008年の大統領選挙では、共和党のジョン・マケインが民主党のバラク・オバマを187票差で破った。

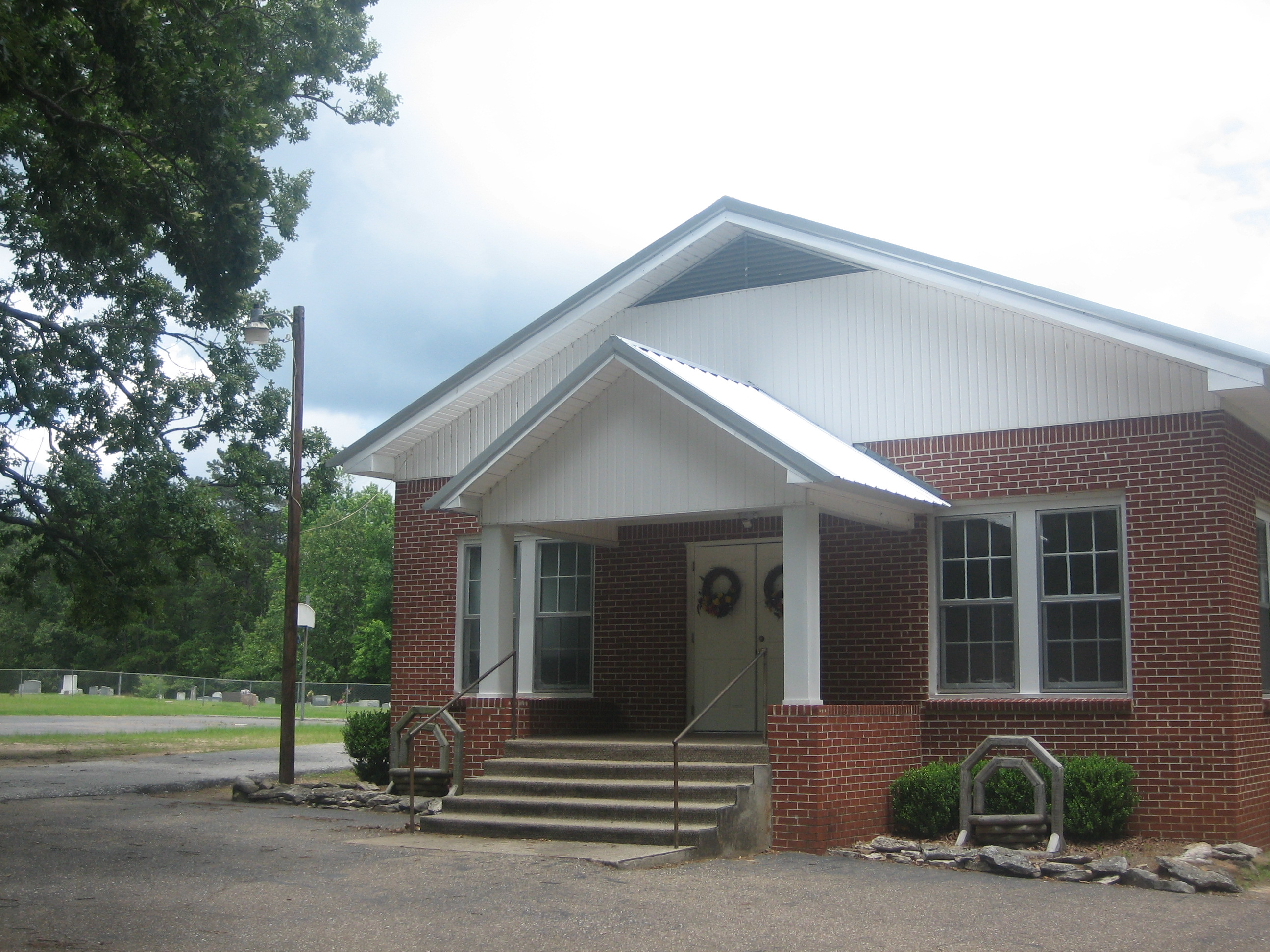
プレザントグローブ・バプテスト教会と墓地、教会と墓地の土地は19世紀にウィリアム・トマス・コーリーが寄付した

ルイジアナ州議会では、1948年から1960年まで激しい人種分離主義者で民主党知事候補になったウィリアム・M・レイナッチが、ビエンビル郡と隣のクレイボーン郡を代表する議員だった。
ルイジアナ州議会下院議長を務めたロリス・M・ウィンバリーはアーカディア生まれだった。ウィンバリーは1928年から1940年と1948年から1956年に議員を務めた。議長は1936年から1940年、1950年から1952年、さらに1956年の短期間務めた。その父であるジョセフ・ラッシュ・ウィンバリー1世は州議会銀を1900年から1908年まで務め、その後判事になった。
ビエンビル郡のみを選挙区とした最後の州議会議員はキャスター出身のジョン・レン・レイシーであり、1964年から1968年の1期のみを務め、ビエンビル郡教育委員会には32年間委員を務めた。
ビエンビル郡には様々な教会があるがバプテスト教会が多い。多くは田園部にあり、聖所に隣接して墓地があることが多い。例えばプレザントグローブ・バプテスト教会と墓地は、ルイジアナ州道4号線に近く、リングゴールドの南にある。ルイジアナ州バプテスト教会は、当初サウスカロライナ州からの開拓者が入植したマウントレバノンの町に、マウントレバノン・バプテスト教会として1848年に設立された。アーカディアで最初のバプテスト教会とユナイテッド・メソジスト教会は、この小さな町にしては特に印象的な建築物になっている。

## 地理
アメリカ合衆国国勢調査局に拠れば、郡域全面積は822平方マイル (2,129 km2)であり、このうち陸地811平方マイル (2,100 km2)、水域は11平方マイル (28 km2)で水域率は1.352％である。
ビスティノー湖から南にロギー・バイユーが流れ出し、リングゴールドの西でビエンビル郡を通った後にレッドリバー郡に入り、レッド川に合流している。

### 主要高規格道路
- 州間高速道路20号線
- アメリカ国道80号線
- アメリカ国道371号線
- ルイジアナ州道4号線
- ルイジアナ州道9号線

### 隣接する郡
- クレイボーン郡 - 北
- リンカーン郡 - 北東
- ジャクソン郡 - 東
- ウィン郡 - 南東
- ナケテシュ郡 - 南
- レッドリバー郡 - 南西
- ボージャー郡 - 西
- ウェブスター郡 - 北西

## 人口動態
以下は2000年の国勢調査による人口統計データである。
| 基礎データ - 人口: 15,752人 - 世帯数: 6,108 世帯 - 家族数: 4,214 家族 - 人口密度: 8人/km2（19人/mi2） - 住居数: 7,830軒 - 住居密度: 4軒/km2（10軒/mi2） 人種別人口構成 - 白人: 54.92% - アフリカン・アメリカン: 43.78% - ネイティブ・アメリカン: 0.27% - アジア人: 0.15% - その他の人種: 0.32% - 混血: 0.55% - ヒスパニック・ラテン系: 0.95% 年齢別人口構成 - 18歳未満: 27.3% - 18-24歳: 8.0% - 25-44歳: 24.6% - 45-64歳: 22.5% - 65歳以上: 17.6% - 年齢の中央値: 38歳 - 性比（女性100人あたり男性の人口） - 総人口: 91.2 - 18歳以上: 85.8 | 世帯と家族（対世帯数） - 18歳未満の子供がいる: 31.0% - 結婚・同居している夫婦: 46.7% - 未婚・離婚・死別女性が世帯主: 17.7% - 非家族世帯: 31.0% - 単身世帯: 28.8% - 65歳以上の老人1人暮らし: 14.1% - 平均構成人数 - 世帯: 2.52人 - 家族: 3.09人 収入と家計 - 収入の中央値 - 世帯: 23,663米ドル - 家族: 30,241米ドル - 性別 - 男性: 28,022米ドル - 女性: 18,682米ドル - 人口1人あたり収入: 12,471米ドル - 貧困線以下 - 対人口: 26.1% - 対家族数: 21.8% - 18歳未満: 34.0% - 65歳以上: 23.2% |

## 都市と町

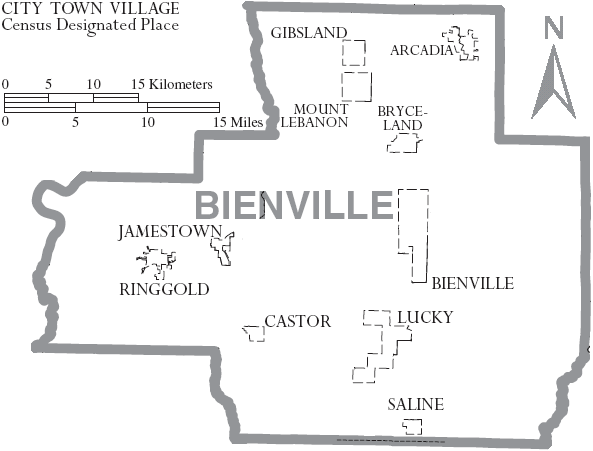
ビエンビル郡図

| - アーカディア - 郡庁所在地 - ビエンビル - ブライスランド | - キャスター - ギブスランド - ジェイムズタウン | - ラッキー - マウントレバノン | - リングゴールド - セイリーン |

## 教育
ビエンビル郡教育委員会が地元の公立学校を運営している。
アーカディアではプリシラ・スミスが編集する新聞「ビエンビル・デモクラット」が発行されている。

### 著名な出身者
- ビル・デモット、プロレスラー、ビエンビル郡に家がある
- リー・スミス、メジャーリーグベースボール選手